# 한국국제조리고등학교
한국국제조리고등학교(韓國國際調理高等學校)는 대한민국 경상북도 영주시 휴천동에 있는 사립 고등학교이다.

## 학교 연혁
- 1972년 6월 17일 : 학교법인 송암교육재단 설립인가
- 1972년 6월 17일 : 제1대 이사장 김두혁 선생 취임
- 1981년 12월 31일 : 영창여자고등학교 5학급 인가
- 1982년 3월 1일 : 초대 교장 조도해 선생 취임
- 1982년 3월 2일 : 개교식 및 제1회 입학식 거행
- 1983년 8월 30일 : 본관 건물 33개 교실 준공
- 1984년 3월 1일 : 선영여자고등학교로 교명 변경
- 1988년 5월 11일 : 제2대 이사장 김윤기 선생 취임
- 1999년 11월 26일 : 생활관 '송원학사' 준공
- 2005년 3월 1일 : 다목적 건물 '예지관' 준공
- 2013년 3월 1일 : 선진형 교과교실제 운영
- 2015년 12월 24일 : 다목적체육관 '송원관' 준공
- 2018년 7월 24일 : 학교도서관 현대화 사업
- 2018년 9월 1일 : 전국단위 조리 전문 특성화고등학교 전환 확정
- 2019년 12월 12일 : 송암국제조리관(조리실습동) 준공
- 2021년 3월 1일 : 한국국제조리고등학교로 교명 변경
- 2020년 5월 19일 : 국방부 지정 전국 최초 육군 조리병과 군특성화고 선정
- 2021년 12월 7일 : 한국산업인력공단 지정 제빵 L2 과정 도제학교 선정
- 2022년 3월 1일 : 제12대 김종원 교장 취임
- 2023년 3월 2일 : 입학식 88명 (조리과 44명, 제과제빵과 44명)

## 설치 학과
- 조리과
- 제과제빵과

## 참고 자료
- 한국국제조리고등학교 - 한국교육학술정보원 학교알리미